# Bruno Castellucci
Pour les articles homonymes, voir Castellucci.
Bruno Castellucci, né le 10 novembre 1944 à Châtelet (Belgique), est un batteur belge d'origine italienne.

## Discographie (sélective)
- 1989 : Bim Bim (Koala Records, Quetzal)

### En tant que participant
- 1993 : Jacques Pelzer : Salute to the Band Box (Igloo Records)